# Mormonia phoebe
Mormonia phoebe är en fjärilsart som beskrevs av H. Edwards 1884. Mormonia phoebe ingår i släktet Mormonia och familjen nattflyn. Inga underarter finns listade i Catalogue of Life.